# Sud-Ouest
För andra betydelser, se Sud-Ouest (olika betydelser).

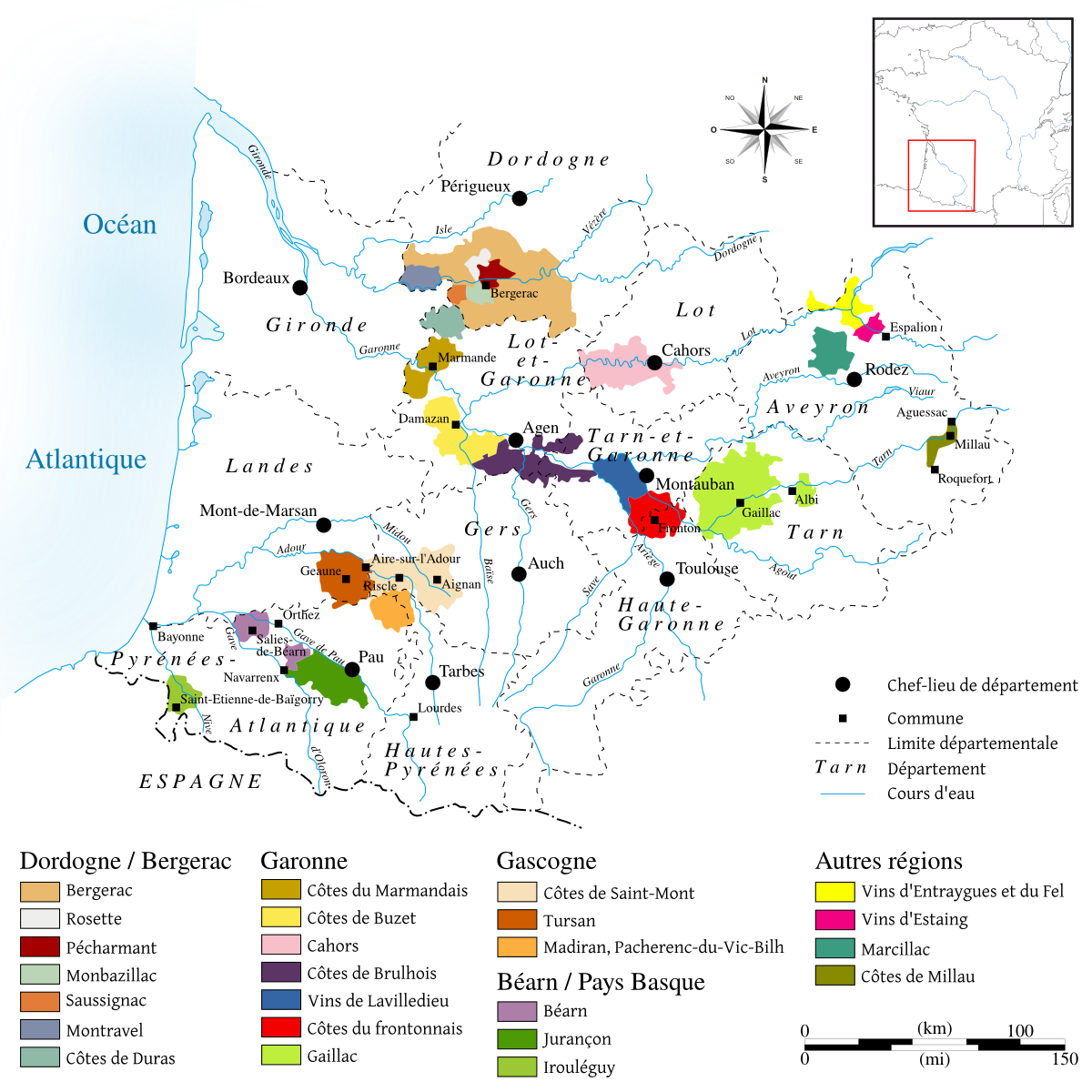
Karta över Sud-Ouest och regionens appellationer

Sud-Ouest (franska för väderstrecket sydväst), egentligen Vignoble du Sud-Ouest, är en region för vinodling i sydvästra Frankrike.
Regionen består av flera olika delregioner som är belägna i olika delar av Nouvelle-Aquitaine söder och öster om Bordeaux, dels runt floderna Dordogne och Garonne och dels i Gascogne och den franska delen av Baskien. De vingårdar som används för druvodling till Armagnac ingår i regionen Sud-Ouest.
Druvsorter varierar i regionen. Dels används Bordeaux-druvor som Merlot och Cabernet Sauvignon, och dels finns egna karaktärsdruvor som Tannat i Madiran och Malbec i Cahors.

## Lista över vinappelltioner i Sud-Ouest

### Delregionen Dordogne och Bergerac
- Bergerac
- Côtes de Duras
- Côtes de Montravel
- Haut-Montravel
- Monbazillac
- Montravel
- Pécharmant
- Rosette
- Saussignac

### Delregionen Garonne
- Buzet
- Cahors
- Côtes de Duras
- Côtes du Marmandais
- Fronton
- Gaillac
- Marcillac

### Delregionen Gascogne och franska Baskien
- Béarn
- Irouléguy
- Jurançon
- Madiran
- Pacherenc du Vic-Bilh
- Pacherenc du Vic-Bilh Sec